# 中島公園車站
中島公園車站（日语：／ Nakajima-kōen eki */?）是一位於日本北海道札幌市中央區南9条西4丁目，隸屬於札幌市交通局的地下鐵車站。中島公園車站是札幌市營地下鐵南北線的沿線車站之一，車站編號N09。由於地下化的車站正好位於中島公園的地底，因此得名。

## 車站構造
地下2樓為2面2線的對向式月台。

### 月台配置
| 月台 | 路線   | 目的地               |
| ---- | ------ | -------------------- |
| 1    | 南北線 | 平岸、真駒內方向     |
| 2    | 南北線 | 大通、札幌、麻生方向 |

## 相鄰車站
札幌市營地下鐵
 南北線
薄野（N08）－中島公園（N09）－幌平橋（N10）